# Балаган, или Конец одиночеству!
«Балаган, или Конец одиночеству» (Фарс, или Долой одиночество — англ. Slapstick, or Lonesome no more!) — роман Курта Воннегута. Опубликован в 1976 году.

## Сюжет
Роман преподносится читателю как автобиография главного героя, бывшего (и последнего) Президента США Уилбура Нарцисс-11 Свейна. Он живёт в развалинах Эмпайр Стейт Билдинг вместе с внучкой Мелоди Малиновка-2 фон Петерсвальд и её возлюбленным Исидором Крыжовник-19 Коэном. Кроме них троих, в небоскребе никто не живёт — практически все жители Манхэттена погибли от особой формы местной чумы, «Зеленой Смерти».
Доктор Уилбур Рокфеллер Свейн и его сестра-близнец Элиза Меллон Свейн родились в семье миллионеров, которые пришли в ужас от вида собственных детей: у каждого из них были массивные надбровные дуги, срезанные лбы, гипертрофированные челюсти, четыре соска и по шести пальцам на руках и ногах. Семейный врач предположил, что дети никогда не обретут разум и погибнут до четырнадцати лет. Близнецов изолировали в поместье за колючей проволокой, где они и обнаружили, что физический контакт наделяет их интеллектом невиданной силы. Элиза стала эмоциональным левым полушарием гениального мозга, Уилбур — рациональным правым. Вместе они изучили систему тайных замковых переходов и перечитали всю обширную библиотеку. Родители, врач и прислуга продолжали считать их слабоумными, а дети только продолжали играть этот спектакль до тех пор, пока в один из редких приездов мать близнецов не сорвалась и не сказала, что отдала бы все на свете, чтобы в глазах неандерталоидов мелькнула искорка разумного.
В эту ночь близнецы написали на простыне своё намерение стать нормальными членами общества и повесили её в родительской спальне, а наутро сами оделись в подобающие торжественному случаю костюмы и стали вести светские беседы с отцом, доктором Моттом и прислугой. Однако в таком виде собственные дети показались мультимиллионерам ещё более отвратительными. Близнецов разлучили и стали проверять их интеллект тестами, и вдали друг от друга их ум становился самым заурядным. Детям отчаянно не нравились те два существа, в которых они превращались на расстоянии, и они называли их «Бетти и Бобби Браун». Уилбура как подающего надежды отправили учиться, а Элизу, которая так и не научилась читать и писать, упекли в психиатрическую клинику.
В это же время Китай изолировался от остального мира и начал использовать все свои научные наработки. Китайцы стали постепенно уменьшаться в размерах для экономии территории и ресурсов, научились телепатии, колонизовали Марс и взяли в оборот одну из детских наработок Элизы и Уилбура Свейнов. Близнецы предположили, что в древние времена сила гравитации была непостоянной, и в дни пониженной гравитации египтяне строили пирамиды, а индейцы острова Пасхи устанавливали каменных идолов. Так или иначе, загадочным китайцам понадобилось это исследование, за которое Элизе Свейн был обещан билет на Марс. На Марсе же она и погибает, попав под обвал.
Ещё будучи вместе, дети разработали ещё и практическую технологию по уничтожению чувства одиночества. Для этого каждому человеку должна была быть присвоено второе имя — название птицы, животного или растения, и цифра от 1 до 20. Эту теорию «расширенных семей» Уилбур Свейн использовал в своей предвыборной кампании, чем заработал признание и стал Президентом США. Люди с общим вторым именем становились двоюродными братьями и сестрами, а с общим именем и цифрой — родными. В предвыборной речи Уилбур Свейн также объяснил преимущества расширенных семей для уничтожения нищеты, безработицы и беспорядков:

- Вы только подумайте, насколько вам станет легче жить, когда реформа будет проведена в жизнь, если, к примеру, к вам подойдет нищий и попросит у вас денег?
— Я чего-то не понял, — сказал старик.
— Как же, — сказал я, — вы спрашиваете этого попрошайку, как его второе имя. И он вам отвечает: «Устрица-19», или «Бурундук-1», или там «Незабудка-13», или что-то в этом роде.

А вы ему и говорите: "Приятель, я-то сам — Уран-3. У тебя сто девяносто тысяч двоюродных братьев и сестер. Сироткой тебя никак не назовешь. У меня своих родственников хватает, есть о ком позаботиться. Так что не трахнуть ли тебе с лета катящийся бублик? Не трахнуть ли тебе с лета лунуууууууууууу?
Американцы постепенно перестают ощущать одиночество как таковое, но Китай начинает экспериментировать с силой тяжести. Дни пониженной гравитации сопровождаются эрекцией у всех мужчин, тогда как повышенная гравитация приковывает всех к земле и не дает пошевелиться. В мире постепенно наступает анархия — объявляется некий Король Мичигана, американцы погибают от Зелёной Смерти и веруют в Похищенного Иисуса, которым может оказаться любой встречный. Внучка бывшего президента и её жених мечтают стать рабами их ближайшей соседки Веры Белка-5 Цаппы, а троими величайшими людьми считают Иисуса, Санта Клауса и Уилбура Нарцисс-11 Свейна.
Уилбур Нарцисс-11 Свейн умирает, не успев дописать автобиографию. За него книгу заканчивает сам Воннегут и раскрывает карты — как выясняется, Зелёной Смертью оказались уменьшившиеся до микроскопических размеров китайцы.

## Экранизация
В 1982 году режиссёр Стивен Пол снял по роману фильм, в котором сыграли Джерри Льюис и Мэдлин Кан — они исполняют роли и близнецов, и их родителей. За роль в «Фарсе» Льюис был номинирован на антипремию «Золотая малина» в категории «Худшая мужская роль».